# Superman (serie animata 1966)
Superman (The New Adventures of Superman) è una serie televisiva d'animazione prodotta dalla Filmation con protagonista l'omonimo personaggio della DC Comics, andata in onda il sabato mattina sulla CBS dal 10 settembre 1966 al 2 novembre 1968. I 68 episodi sono apparsi come parte di tre diversi programmi durante quel periodo, accoppiati con episodi della serie animata Superboy e altri supereroi della DC Comics. E, in Italia durante la trasmissione Buonasera con..., insieme a UFO Robot Goldrake, a partire dal 4 aprile 1978.

## Produzione
Superman fu la prima serie TV prodotta dalla Filmation, oltre al primo cartone animato basato sul personaggio dopo l'omonima serie di cortometraggi degli anni quaranta. La serie ricevette la collaborazione di diversi sceneggiatori della DC Comics tra cui George Kashdan, Leo Dorfman e Bob Haney. Molti dei design dei personaggi (dalla terza stagione basati sull'artwork di Curt Swan) rimasero fedeli alle loro controparti dei fumetti; le iconiche scene in cui Clark Kent si trasforma in Superman strappandosi la camicia furono incorporate in quasi tutti gli episodi, e anche battute come "Su, su e via!" e "Questo è un lavoro per Superman!" furono prese in prestito sia dai fumetti che dal serial radiofonico The Adventures of Superman. Inoltre, questa serie vide il debutto nell'animazione di Jimmy Olsen e dei classici cattivi di Superman come Lex Luthor, Brainiac, il Giocattolaio, Prankster, Titano e Mister Mxyzptlk, nonché l'inclusione di nuovi cattivi come Warlock e Sorcerer. A causa di un budget di produzione limitato, venne spesso utilizzata animazione d'archivio per alcune riprese di Superman che volava o cambiava identità, mentre il movimento dei personaggi era spesso ridotto al minimo; questo sarebbe poi diventato un marchio di fabbrica delle produzioni animate della Filmation.
Il produttore Lou Scheimer ripristinò nei loro ruoli molti degli attori che avevano partecipato al serial radiofonico come Bud Collyer (Superman), Joan Alexander (Lois Lane), Jackson Beck (il narratore e Perry White) e Jack Grimes (Jimmy Olsen). Per questa serie, Collyer riprese la stessa tecnica vocale che aveva perfezionato in radio per interpretare l'Uomo d'Acciaio. Mentre era nell'identità di Clark Kent, Collyer manteneva una voce più leggera proiettando un senso di debolezza, ma ogni volta che il mite giornalista si trasformava nella sua vera identità di Superman, la voce di Collyer si approfondiva drammaticamente in un eroico baritono. Alexander si licenziò durante il doppiaggio della prima stagione e fu sostituita da Julie Bennett. La colonna sonora della serie fu composta da John Gart. Mort Weisinger, redattore dei fumetti di Superman, fece da consulente per il soggetto della serie animata e si assicurò di includere personaggi della sua epoca, come Titano e Brainiac.

## Cast vocale
- Bud Collyer: Kal-El / Clark Kent / Superman
- Jackson Beck: narratore, Perry White e Beany Martin
- Joan Alexander: Lois Lane (1ª voce)
- Julie Bennett: Lois Lane (2ª voce)
- Ray Owens: Warlock e Lex Luthor
- Jack Grimes: Jimmy Olsen
- Gilbert Mack: Mister Mxyzptlk e Brainiac

## Episodi

### Prima stagione
La serie debuttò il 10 settembre 1966 nel programma The New Adventures of Superman, in cui ogni puntata di mezz'ora era composta da due episodi di Superman intervallati da un episodio di Superboy. In questa stagione furono trasmessi trentasei episodi, tutti diretti da Hal Sutherland e Anatole Kirsanoff.
| Nº | Titolo originale             | Titolo italiano                 | Prima TV USA      | Prima TV Italia |
| -- | ---------------------------- | ------------------------------- | ----------------- | --------------- |
| 1  | The Force Phantom            |                                 | 10 settembre 1966 |                 |
| 2  | The Mermen of Emor           |                                 | 10 settembre 1966 |                 |
| 3  | The Prehistoric Pterodactyls |                                 | 17 settembre 1966 |                 |
| 4  | Merlin's Magic Marbles       |                                 | 17 settembre 1966 |                 |
| 5  | The Threat of the Thrutans   |                                 | 24 settembre 1966 |                 |
| 6  | The Wicked Warlock           |                                 | 24 settembre 1966 |                 |
| 7  | The Chimp Who Made It Big    |                                 | 1º ottobre 1966   |                 |
| 8  | The Deadly Icebergs          | Gli icebergs mortali            | 1º ottobre 1966   | 11 aprile 1978  |
| 9  | The Robot of Riga            | Il robot di Ygar                | 8 ottobre 1966    | 28 aprile 1978  |
| 10 | The Invisible Raiders        | La banda degli invisibili       | 8 ottobre 1966    | 28 aprile 1978  |
| 11 | The Neolithic Nightmare      | L'incubo neolitico              | 15 ottobre 1966   | 7 aprile 1978   |
| 12 | The Return of Brainiac       |                                 | 15 ottobre 1966   |                 |
| 13 | The Magnetic Monster         |                                 | 22 ottobre 1966   |                 |
| 14 | The Toys of Doom             | Giocattoli infernali            | 22 ottobre 1966   |                 |
| 15 | The Iron Eater               |                                 | 29 ottobre 1966   |                 |
| 16 | The Ape Army of the Amazon   |                                 | 29 ottobre 1966   |                 |
| 17 | The Fire Phantom             |                                 | 5 novembre 1966   |                 |
| 18 | The Deadly Dish              |                                 | 5 novembre 1966   |                 |
| 19 | Insect Raiders               | Il raid degli insetti           | 12 novembre 1966  | 7 aprile 1978   |
| 20 | Return of Warlock            | La vendetta di Warlock          | 12 novembre 1966  | 22 aprile 1978  |
| 21 | The Abominable Iceman        | L'abominevole uomo dei ghiacci  | 19 novembre 1966  | 4 aprile 1978   |
| 22 | The Men from A.P.E.          |                                 | 19 novembre 1966  |                 |
| 23 | The Tree Man of Arbora       | Superman e l'uomo albero        | 26 novembre 1966  | 6 aprile 1978   |
| 24 | The Image Maker              | Il fabbricatore di immagini     | 26 novembre 1966  | 4 aprile 1978   |
| 25 | Superman's Double Trouble    | Superman ha due problemi        | 3 dicembre 1966   | 6 aprile 1978   |
| 26 | The Deadly Super-Doll        | La statuetta mortale            | 3 dicembre 1966   | 6 aprile 1978   |
| 27 | Lava Men                     | Gli uomini lava                 | 10 dicembre 1966  | 8 aprile 1978   |
| 28 | Luthor Strikes Again         | Luthor colpisce ancora          | 10 dicembre 1966  | 8 aprile 1978   |
| 29 | Mission to Planet Peril      | Missione al pianeta sconosciuto | 17 dicembre 1966  | 15 aprile 1978  |
| 30 | The Pernicious Parasite      | Il pericoloso parassita         | 17 dicembre 1966  | 15 aprile 1978  |
| 31 | The Two Faces of Superman    |                                 | 24 dicembre 1966  |                 |
| 32 | The Imp-Practical Joker      |                                 | 24 dicembre 1966  |                 |
| 33 | Superman Meets Brainiac      | Superman incontra Braniac       | 31 dicembre 1966  | 9 aprile 1978   |
| 34 | Seeds of Disaster            | I semi del disastro             | 31 dicembre 1966  | 11 aprile 1978  |
| 35 | The Malevolent Mummy         | La mummia di Elkemag            | 7 gennaio 1967    | 21 aprile 1978  |
| 36 | The Birdmen from Lost Valley | Gli uomini uccello              | 7 gennaio 1967    | 21 aprile 1978  |

### Seconda stagione
La seconda stagione della serie fu trasmessa dal 9 settembre 1967 nel programma The Superman / Aquaman Hour of Adventure, in cui le puntate di 60 minuti includevano, oltre a episodi di Superman e Superboy, anche episodi di Aquaman. In questa stagione furono trasmessi sedici episodi, tutti diretti da Hal Sutherland, Rudy Larriva, Amby Paliwoda, Don Towsley e Lou Zukor.
| Nº | Titolo originale            | Titolo italiano         | Prima TV USA      | Prima TV Italia |
| -- | --------------------------- | ----------------------- | ----------------- | --------------- |
| 1  | A.P.E. Strikes Again        |                         | 9 settembre 1967  |                 |
| 2  | The Lethal Lightning Bug    |                         | 9 settembre 1967  |                 |
| 3  | The Prankster               | Scherzo per scherzo     | 16 settembre 1967 | 18 aprile 1978  |
| 4  | The Saboteurs               | I sabotatori            | 16 settembre 1967 | 18 aprile 1978  |
| 5  | The Wisp of Wickedness      |                         | 23 settembre 1967 |                 |
| 6  | Superman Meets His Match    |                         | 23 settembre 1967 |                 |
| 7  | Night of the Octopod        |                         | 30 settembre 1967 |                 |
| 8  | Brainiac's Bubbles          |                         | 30 settembre 1967 |                 |
| 9  | War of the Bee Battalion    |                         | 7 ottobre 1967    |                 |
| 10 | The Toyman's Super Toy      |                         | 7 ottobre 1967    |                 |
| 11 | The Cage of Glass           |                         | 14 ottobre 1967   |                 |
| 12 | The Atomic Superman         |                         | 14 ottobre 1967   |                 |
| 13 | Luthor's Loco Looking Glass | Lo specchio di Luthor   | 21 ottobre 1967   | 22 aprile 1978  |
| 14 | The Warlock's Revenge       | La vendetta di Warlock  | 21 ottobre 1967   | 22 aprile 1978  |
| 15 | The Halyah of the Himalayas | Il mostro dell'Himalaya | 28 ottobre 1967   | 25 aprile 1978  |
| 16 | Luthor's Fatal Fireworks    | Fuochi d'artificio      | 28 ottobre 1967   | 25 aprile 1978  |

### Terza stagione
La terza e ultima stagione della serie fu trasmessa dal 14 settembre 1968 nel programma The Batman/Superman Hour, dove ogni puntata conteneva una storia di Superman in due parti ed episodi di Superboy e Batman. In questa stagione furono trasmessi sedici episodi, tutti diretti da Hal Sutherland, Rudy Larriva, Amby Paliwoda, Don Towsley e Lou Zukor.
| Nº | Titolo originale                       | Titolo italiano                    | Prima TV USA      | Prima TV Italia |
| -- | -------------------------------------- | ---------------------------------- | ----------------- | --------------- |
| 1  | Luthor's Lethal Laser: Part 1          | Il raggio mortale (prima parte)    | 14 settembre 1968 | 2 maggio 1978   |
| 2  | Luthor's Lethal Laser: Part 2          | Il raggio mortale (seconda parte)  | 14 settembre 1968 | 2 maggio 1978   |
| 3  | Can a Luthor Change His Spots?: Part 1 | Luthor è cambiato? (prima parte)   | 21 settembre 1968 | 4 maggio 1978   |
| 4  | Can a Luthor Change His Spots?: Part 2 | Luthor è cambiato? (seconda parte) | 21 settembre 1968 | 4 maggio 1978   |
| 5  | The Team of Terror: Part 1             |                                    | 28 settembre 1968 |                 |
| 6  | The Team of Terror: Part 2             |                                    | 28 settembre 1968 |                 |
| 7  | Rain of Iron: Part 1                   |                                    | 5 ottobre 1968    |                 |
| 8  | Rain of Iron: Part 2                   |                                    | 5 ottobre 1968    |                 |
| 9  | The Mysterious Mr. Mist: Part 1        |                                    | 12 ottobre 1968   |                 |
| 10 | The Mysterious Mr. Mist: Part 2        |                                    | 12 ottobre 1968   |                 |
| 11 | Luminians on the Loose: Part 1         | I Luminiani (prima parte)          | 19 ottobre 1968   | 6 maggio 1978   |
| 12 | Luminians on the Loose: Part 2         | I Luminiani (seconda parte)        | 19 ottobre 1968   | 6 maggio 1978   |
| 13 | The Ghost of Kilbane Castle: Part 1    |                                    | 26 ottobre 1968   |                 |
| 14 | The Ghost of Kilbane Castle: Part 2    |                                    | 26 ottobre 1968   |                 |
| 15 | The Japanese Sandman: Part 1           |                                    | 2 novembre 1968   |                 |
| 16 | The Japanese Sandman: Part 2           |                                    | 2 novembre 1968   |                 |